# 東京都立府中工科高等学校
東京都立府中工科高等学校（とうきょうとりつ ふちゅうこうかこうとうがっこう、英: Tokyo Metropolitan Fuchu Technical High School）は、東京都府中市若松町二丁目に所在する都立工科高等学校。

## 設置学科
- 全日制課程
  - 機械科
  - 電気科
  - 情報技術科
  - 工業技術科

## 沿革
- 1963年4月 - 開校（機械科、電気科）
- 1989年4月 - 情報技術科を設置
- 2004年10月 - 東京都教育委員会からリーディング・テクニカル・ハイスクール（LTH）テクニカル型と指定を受けた。指定期間は、平成16年10月14日から平成22年3月31日まで。
- 2005年4月 - 工業技術科を設置
- 2023年4月 - 校名を東京都立府中工科高等学校に改称

## 教育目標
1. 敬愛、勤労、協同の精神を育成する[1]。
2. 豊かな個性と創造力を培い、社会の変化に対応する能力を育成する[1]。
3. 自律の精神を養い、誠実で責任感の強い工業技術者を育成すると共に地域社会、国際社会に貢献できる人間を育成する[1]。

## 教育方針
1. 人間尊重の精神を基調とする[1]。
2. 基礎・基本を重視し、個に応じた指導の徹底を図る[1]。
3. 全教職員の共通理解の下に一致協力して指導にあたる[1]。
4. 学校、家庭、地域の連携を図り、産業界や地域社会の信頼を得る[1]。
5. 気力・体力の増進とチャレンジ精神を育成する[1]。

## アクセス
- 京王線東府中駅 徒歩10分
- 京王バス 府75・多磨町ルート 「府中工業高校」下車。

## 卒業生
- 高江洲拓哉 - 元プロ野球選手。